# 圣迈克尔区
聖麥可教區（Saint Michael）為巴貝多下轄11個行政區之一，位於巴貝多西南，與聖詹姆斯區、聖托馬斯區、聖喬治區、基督城區等區相鄰。此區為蕾哈娜的出生地。

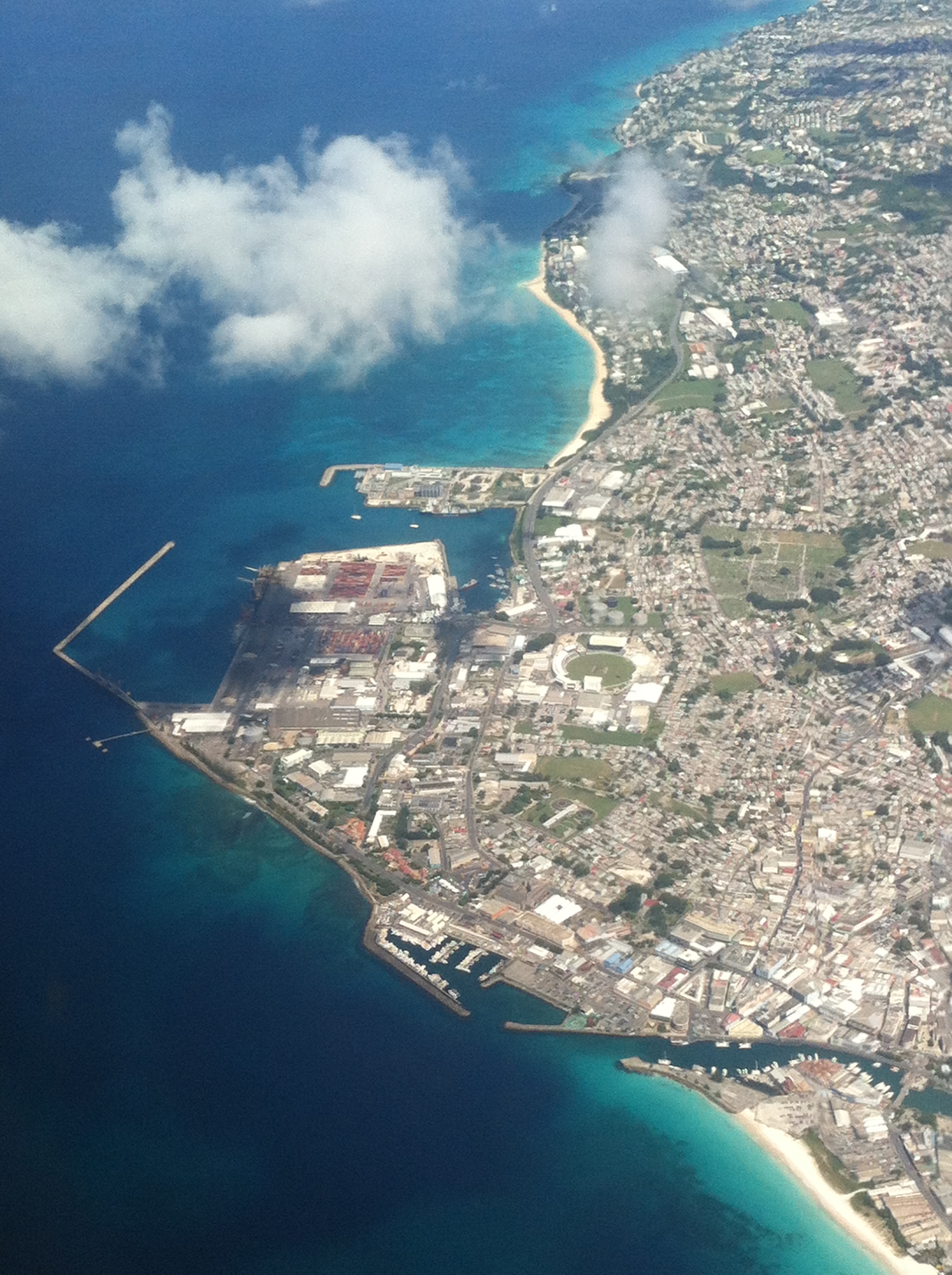
首府布里奇顿空拍图